# Fúlvia Plautil·la
Fúlvia Plautil·la (en llatí Fulvia Plautilla) era la filla de Luci Fulvi Plaucià, i va ser escollida per Septimi Sever per ser la dona del seu fill Caracal·la.
El matrimoni va tenir lloc l'any 202 i va resultar molt infeliç. Caracal·la se'n va distanciar ràpidament i de fet la va deixar de reconèixer com a muller. Poc després, l'any 203, el seu pare va ser executat acusat de conspiració i ella mateixa va ser desterrada a Sicília inicialment i després a Lipara, on va patir tota mena de privacions, va ser tractada durament i amb prou feines tenia menjar i aigua per subsistir.
Després de la mort de Publi Septimi Geta l'any 212, Caracal·la la va fer matar. El seu germà Quint Fulvi Plauci (Quintus Fulvius Plautius) que havia estat desterrat al mateix temps, va ser igualment executat. Dió Cassi és el que transmet aquesta història, on sembla que la influència de Fúlvia havia de ser molt breu, ja que entre el matrimoni i l'exili van passar pocs mesos. Però això sembla difícil de reconciliar amb la gran quantitat de monedes que s'han trobat amb l'efígie de Fúlvia Plautil·la no només a Roma, sinó a les ciutats més llunyanes de l'Imperi.